# Salty (película)
Salty es una película de comedia dramática familiar estadounidense dirigida por Ricou Browning en su debut como director de un largometraje. Fue escrita por Browning y Jack Cowden, quienes anteriormente habían escrito juntos la película Flipper de 1963 y su serie de televisión posterior.

## Argumento
El veinteañero Taylor Reed y su hermano adolescente Tim Reed, cuyos padres murieron en un huracán, se mudan a la zona rural de Florida, donde Taylor consiguió un trabajo en un parque de vida marina. Hacen autoestop con Clancy, un comerciante de animales que viaja en un autobús escolar al mismo parque y, en el camino, Tim se amiga con el amistoso león marino Salty. Llegan al parque operado por la Sra. Penninger y descubre que este ha atravesado tiempos difíciles. Los chicos y Clancy trabajan para revivir el parque mientras se viven aventuras con Salty.

## Reparto
- Mark Slade como Taylor Reed.
- Nina Foch como la Sra. Penninger.
- Julius Harris como Clancy Ames.
- Linda Scruggs como Wendy Lund.
- Clint Howard como Tim Reed.
- Rance Howard

## Producción
El rodaje tuvo lugar en Cayo Vizcaíno y Homestead, Florida. 

## Promoción
Ricou Browning habló sobre la película en una entrevista con Tom Weaver y dijo: «Puse mucho corazón y alma en esta película, y fue una buena película familiar con calificación G, y resultó muy bien. La publicitábamos y viajábamos con una Winnebago que hicimos para que viviera el lobo marino, íbamos a las estaciones de televisión y demás. Bueno, la gente de relaciones públicas envió mi currículum antes que yo a estos diferentes lugares. Íbamos a estos estudios de televisión y quería hablar sobre Salty, pero en mi currículum vieron que había interpretado a la Criatura, ¡y de lo único que querían hablar era de la Criatura! ¡Así que finalmente tuve que hacer que la gente de relaciones públicas eliminara eso, para poder hablar sobre la película que acabamos de hacer [risas]!».

## Serie de TV
La película fue seguida por la serie de televisión Salty, que duró una temporada de 20 episodios de 1974 a 1975. Julius Harris y Mark Slade repitieron sus papeles, pero Clint Howard, que interpreta a Tim Reed en la película, fue reemplazado por Johnny Doran en la serie de televisión.